# Sauce blanche
Pour les articles homonymes, voir Sauce blanche (homonymie).
La sauce blanche est une sauce qui est consommée brute ou qui sert de base à de nombreuses autres sauces. Elle est préparée à partir d'un roux blanc. 
Elle est constituée d'une farine légèrement chauffée dans du beurre auquel est ajouté peu à peu un liquide froid. Ce liquide peut être de l'eau, du bouillon, du vin ou des jus de cuisson. Selon le degré de cuisson, la sauce prend une couleur et une saveur différentes.
Avec l'addition de lait, elle devient béchamel ; et avec de la crème fraîche et des jaunes d'œuf, elle devient sauce allemande qu'on appelle aussi « sauce parisienne » ou « sauce blonde ». La sauce bâtarde est une autre variante à base d'œufs et de citron.
À proprement parler, la sauce blanche, à base d'eau, ne doit pas être confondue avec la sauce béchamel, à base de lait.